# Мађари у Србији
Мађари су трећа по величини етничка група у Србији, после Срба и Албанаца. Према попису из 2022. године, 184.442 Мађара живи у Србији, што је 2,77% популације Србије, од чега 182.321 живи у Војводини, што је 10,48% од укупног становништва ове покрајине. Говоре мађарским језиком и највећи део је римокатоличке вероисповести. Мађарски је један од шест службених језика у Војводини.

## Пописи Србије
Мађари према националној припадности, по пописима 1948—2022.
- 1948: 433.701
- 1953: 441.907
- 1961: 449.587
- 1971: 430.314
- 1981: 390.468
- 1991: 343.800
- 2002: 293.299
- 2011: 253.899[1]
- 2022: 184.442[2]

## Историја
Мађари насељавају Панонску низију крајем 9. века, и области преко Саве и Дунава које данас припадају Србији укључују у састав Угарске. После отоманског освајања северних територија данашње Србије и након низа изгубљених ратова који су кулминирали Мохачком битком, бежећи пред Турцима, највећи део мађарског становништвa је напустило област. Битка код Мохача је означила крај краљевине и Турци су завладали југозападним деловима Угарске (Бачка и Банат) и Трансилванијом.
Мађари су поново почели да насељавају подручје данашње Војводине после успоставе Хабзбуршке власти крајем 17. и почетком 18. века. Према попису из 1880. Мађари су били трећа по величини етничка група у региону са 22,6% (највише је било Срба, 35,5% затим Немаца, 24,4%). По наредном попису из 1890. Мађари су били друга по величини етничка група (24,4%) (Срба је било 34,4%, а Немаца 24,2%). Проценат Мађара је порастао на 28,1% по попису из 1910, а од 1918. опада, да би их 2002. године било 14,28%., а сами врхунац опадања показао се на задњем попису 2011. године, где је Мађара било око 13%.
Након стварања Југославије (1918), Мађари су стекли статус националне мањине. Уставом Србије од 9. априла 1963. године, мађарски народ је признат као један од седам поименично поменутих мањинских народа у Србији (чл. 82), а то решење је потом унето и у нови Статут Војводине, који је био донет исте године (чл. 32-37). Уставним законом Војводине, који је усвојен 21. фебруара 1969. године, мађарски језик је признат као један од пет службених језика на подручју покрајине (чл. 67), а иста одредба је потврђена и у свим каснијим највишим актима Војводине (1974, 1991, 2008), укључујући и садашњи Статут Војводине из 2014. године.
У Новом Саду је јуна 2023. године отворен реконструисан Мађарски културни центар „Петефи Шандор”.

## Распрострањеност
Готово 99% Мађара у Србији живи у њеној северној покрајини Војводини, где у осам општина чине апсолутну или релативну већину. Општине са апсолутном мађарском већином су: Кањижа (86,52%), Сента (80,51%), Ада (76,64%), Бачка Топола (58,94%), Мали Иђош (55,92%) и Чока (51,56%). Општине са релативном мађарском већином су Бечеј (48,83%) и Суботица (38,47%). Град Суботица је образовни, културни и политички центар војвођанских Мађара.

## Насеља у Србији са мађарском већином
Списак насеља у Србији са апсолутном или релативном мађарском већином (по попису из 2002).
Град Суботица (мађ. Szabadka város)):
- Бачки Виногради (мађ. Királyhalom)
- Бачко Душаново (мађ. Zentaörs)
- Келебија (мађ. Alsókelebia)
- Палић (мађ. Palics)
- Хајдуково (мађ. Hajdújárás)
- Чантавир (мађ. Csantavér)

Општина Бачка Топола (мађ. Topolya község):
- Багремово (мађ. Brazília)
- Бајша (мађ. Bajsa)
- Бачка Топола (мађ. Topolya)
- Богараш
- Гунарош (мађ. Gunaras)
- Зобнатица (мађ. Andrásnépe)
- Кавило (мађ. Kavilló или Rákóczifalu)
- Ново Орахово (мађ. Zentagunaras)
- Оборњача
- Пачир (мађ. Pacsér)
- Победа (мађ. Győztes)
- Стара Моравица (мађ. Bácskossuthfalva или Ómoravica)

Општина Мали Иђош (мађ. Kishegyes közság):
- Мали Иђош (мађ. Kishegyes)
- Фекетић (мађ. Bácsfeketehegy)

Општина Кањижа (мађ. Magyarkanizsa község):
- Адорјан (мађ. Adorján)
- Долине (мађ. Völgyes)
- Зимоњић (мађ. Ilonafalu)
- Кањижа (мађ. Magyarkanizsa)
- Мале Пијаце (мађ. Kispiac)
- Мали Песак (мађ. Kishomok)
- Мартонош (мађ. Martonos)
- Ново Село
- Ором
- Тотово Село
- Трешњевац (мађ. Oromhegyes)
- Хоргош (мађ. Horgos)

Општина Сента (мађ. Zenta község):
- Богараш
- Горњи Брег (мађ. Felsőhegy)
- Кеви
- Сента (мађ. Zenta)
- Торњош (мађ. Tornyos)

Општина Ада (мађ. Ada község):
- Ада
- Мол
- Оборњача
- Стеријино (мађ. Valkaisor)
- Утрине (мађ. Törökfalu)

Општина Бечеј (мађ. Óbecse község):
- Бачко Градиште (мађ. Bácsföldvár)
- Бачко Петрово Село
- Бечеј (мађ. Óbecse)
- Дрљан (мађ. Drea)
- Милешево (мађ. Istenföldje)

Општина Чока (мађ. Csóka község):
- Банатски Моноштор (мађ. Kanizsamonostor)
- Врбица (мађ. Egyházaskér)
- Јазово (мађ. Hódegyháza)
- Падеј (мађ. Padé)
- Црна Бара (мађ. Feketetó)
- Чока

Општина Нови Кнежевац (мађ. Törökkanizsa község):
- Мајдан (мађ. Magyarmajdány)
- Рабе

Општина Кикинда (мађ. Nagykikinda község):
- Сајан (мађ. Szaján)

Општина Нова Црња (мађ. Magyarcsernye község):
- Нова Црња (мађ. Magyarcsernye)
- Тоба

Општина Житиште (мађ. Begaszetgyörgy község):
- Нови Итебеј (мађ. Magyarittabé)
- Торда (мађ. Torontáltorda)
- Хетин (мађ. Tamásfalva)

Град Зрењанин (мађ. Nagybecskerek község):
- Лукино Село
- Михајлово (мађ. Magyarszentmihály)
- Мужља (мађ. Muzslya или Muzsla)

Општина Сечањ (мађ. Torontálszecsány község):
- Бусење (мађ. Káptalanfalva)

Општина Ковачица (мађ. Antalfalva község):
- Дебељача (мађ. Torontálvásárhely)

Општина Пландиште (мађ. Zichyfalva község):
- Јерменовци (мађ. Ürményháza)

Општина Вршац (мађ. Versec község):
- Шушара (мађ. Fejértelep)

Општина Бела Црква (мађ. Fehértemplom község):
- Добричево (мађ. Udvarszállás)

Општина Ковин (мађ. Kevevára község):
- Скореновац (мађ. Székelykeve)
- Шумарак (мађ. Emánueltelep)

Општина Панчево (мађ. Pancsova község):
- Војловица (мађ. Hertelendyfalva)
- Иваново (мађ. Sándoregyháza)

Општина Ириг (мађ. Ürög község):
- Добродол (мађ. Dobradópuszta)
- Шатринци (мађ. Satrinca)

Општина Оџаци (мађ. Hódság község):
- Богојево (мађ. Gombos)

Град Сомбор (мађ. Zombor város):
- Бездан (мађ. Bezdán)
- Дорослово (мађ. Doroszló)
- Светозар Милетић (мађ. Nemesmillitics)
- Телечка (мађ. Bácsgyulafalva)

Општина Апатин (мађ. Apatin község):
- Купусина (мађ. Bácskertes)
- Свилојево (мађ. Szilágyi)

Поред наведених општина, Мађари чине значајну мањину и у општинама Темерин (мађ. Temerin), Србобран (мађ. Szenttamás), Нови Бечеј (мађ. Törökbecse), Нови Сад (мађ. Újvidék) и Кула (мађ. Kúla).
- Удео Мађара у Војводини по насељима 2002. године
- Пoстотак Мађара у Војводини према попису становништва из 2011. године по насељима
- Мађари у Војводини 2002. године
- Мађарски језик у Војводини 2002. године
- Мађари у Војводини 2011. године
- Мађарски језик у Војводини 2011. године
- Општине и градови Војводине у којима је мађарски језик у службеној употреби
- Мађари у општини Суботица, према попису из 2002. године

## Политичке организације
Званични представник испред власти преко којег мањине остварују своја колективна права, загарантована Уставом:
- Национални савет мађарске националне мањине (мађ. Magyar Nemzeti Tanács); према закону о Националним саветима мањина донетим 2009. године.[8]

Највеће мађарске политичке партије у Србији су:
- Савез војвођанских Мађара (председник је Балинт Пастор),
- Демократска заједница војвођанских Мађара (председник је Арон Чонка) и
- Демократска партија војвођанских Мађара, (председник је Андраш Агоштон).
- Грађански савез Мађара, (председник је Ласло Рац Сабо)

Све четири странке учествују у локалним властима у општинама Војводине у којима је мађарско становништво већинско (погледати чланак: Мађарска регионална самоуправа). Савез војвођанских Мађара (СВМ) учествује у власти Аутономне Покрајине Војводине. На парламентарним изборима 2007. СВМ је добио три мандата у Народној скупштини Републике Србије. Наком избора 2008, изборна листа „Мађарска коалиција“ коју чине Савез војвођанских Мађара, Демократска странка војвођанских Мађара и Демократска заједница војвођанских Мађара, добила је 4 мандата у Скупштини Србије.

## Култура и информисање
Новине, часописи и интернет портали
- Мађар Со (Magyar Szó), су дневне новине на мађарском језику, које излазе у Суботици, Сенти и Новом Саду. До 2006. седиште листа је било искључиво у Новом Саду.
- „Хет Нап” (Hét nap), недељник из Суботице
- „Чалади кер” (Családi kör), недељник из Новог Сада
- „Хид” (Híd), књижевни часопис из Новог Сада
- „Изенет” (Üzenet), књижевни часопис из Суботице
- , књижевни часопис из Новог Сада
- , књижевни часопис из Веспрема, основан од стране писаца који су почетком деведесетих година емигрирали из Војводине у Мађарску, објављује писце из Војводине
- „Орбис” (Orbis), двојезични књижевни часопис из Кањиже
- „Шикољ” (Sikoly), књижевни часопис из Мужље
- „Вајдашаг Ма” (Vajdaság Ma), информативни интернет портал
- „Вајдашаг Портал” (Vajdaság Portál), информативни интернет портал
- зЕтна (zEtna), књижевни интернет портал
- „Арача” (Aracs), часопис за питања из друштвеног јавног живота, излази у Суботици

Културни центри
- Мађарски културни центар "Непкер" у Суботици[9]
- Мађарски културни центар "Петефи Шандор" у Новом Саду[10]
- Мађарски културни центар "Колегијум хунгарикум" у Београду[11]

## Познате личности мађарског порекла
- Пал Абрахам (Ábrahám Pál), композитор
- Тибор Варади (Várady Tibor),правник и бивши министар правде СР Југославије
- Звонко Варга (Varga Zoltán), бивши играч ФК Партизан, репрезентативац СФР Југославије, фудбалски тренер
- Ласло Вегел (Végel László), књижевник
- Золтан Дани (Dani Zoltán), пуковник ПВО ВЈ
- Деже Костолањи (Kosztolányi Dezső) (1885—1936), један од најпознатијих мађарских писаца.
- Карољ Лајко (Lajkó Károly), боксер, шампион и државни репрезентативац (рођен у Бечеју 1943)
- Феликс Лајко (Lajkó Félix) (рођ. 1974. у Суботици), познати виолиниста и композитор.
- Силвестер Левај (Lévay Szilveszter), композитор, рођен 1945. у Суботици.
- Петер Леко (Lékó Péter) (рођ. 1979. у Суботици), најбољи мађарски шахиста.
- Ђула Мештер (Mester Gyula), познати одбојкаш, вишеструки репрезентативац Југославије и Србије и Црне Горе.
- Коста Нађ (Nagy Kosta) (1911—1986), учесник шпанског грађанског рата и Народноослободилачке борбе, генерал армије ЈНА, јунак социјалистичког рада и народни херој Југославије.
- Магдолна Ружа (Rúzsa Magdolna), популарна мађарска поп певачица млађе генерације
- Моника Селеш (Szeles Mónika), бивша најбоља тенисерка света. Рођена је у Новом Саду 1973.
- Михаљ Серво (Szervó Mihály) (1900—1941), политички секретар ОК КПЈ за северни Банат, један од организатора Народноослободилачке борбе у Војводини и народни херој Југославије.
- Карољ Тан (Than Károly) рођен 1802 у Бечеју, хемичар, оснивач Мађарке краљевске академије наука.
- Мор Тан (Than Mór), сликар.
- Вилим Харангозо (Harangozo Vilmos), стонотенисер, југословенски репрезентативац.
- Геза Чат (Csáth Géza) (1887—1919), писац.
- Золтан Шебешћен (Sebestyén Zoltán), рођен 1. октобра 1975. године је немачки фудбалер и тренер, пореклом из Скореновца.
- Арпад Штербик (Sterbik Árpád), рукометни голман, репрезентативац.
- Габор Сагмајстер (Sagmajster Gábor), мотоциклиста, мотокрос такмичар.
- Ласло Ђере (Györe László), тенисер, репрезентативац.
- Теша Тешановић (Tesa Tesanovic), новинар канала Балкан инфо, (мајка мађарица)